# José Pedro Alberto
José Pedro Alberto, meglio noto come Mabiná (Luanda, 2 agosto 1987), è un calciatore angolano, centrocampista dell'Atlético Petróleos Luanda.

## Nazionale
Esordisce in nazionale nel 2009. Ha partecipato alla Coppa d'Africa 2010.